# Aero Airlines
Aero Airlines là một hãng hàng không có trụ sở ở Tallinn, Estonia. Hãng hoạt động dịch vụ ở Phần Lan cũng như các chuyến bay quốc tế đến Tallinn. Trụ sở chính của công ty là Helsinki-Vantaa và Tallinn-Lennart Meri. Aero ngừng hoạt động vào tháng Giêng năm 2008.

## Điểm đến
Aero Airlines vận hành dịch vụ đến các địa điểm dự kiến sau đây (tại tháng 12 năm 2007):Helsinki,Tallinn,Turku và Vaasa.

## Hạm đội
Các đội tàu Aero Airlines gồm máy bay ATR 72-20, trước đây vận hành bởi công ty mẹ Finnair. Hai chiếc cuối cùng đã được bán cho UTair khi Aero ngừng hoạt động.